# 最高のともだち
『最高のともだち』（さいこうのともだち、原題：House of D）は、2004年に公開されたアメリカ映画。俳優のデイヴィッド・ドゥカヴニーが監督・脚本・出演を務めた。主演はアントン・イェルチン、ロビン・ウィリアムズ。共演はティア・レオーニ、エリカ・バドゥ、フランク・ランジェラ。ドゥカヴニーは本作が監督デビュー作である。
日本では劇場未公開でDVDスルーとなった。

## ストーリー
パリ在住でイラストレーターのトム・ウォーショウは、30年間秘密として妻や息子など近しい人物にも話さなかった13歳の時に起きた出来事について、息子オデールが13歳の誕生日を迎えるのを機に打ち明けることを決心する。その出来事は後のトムの人生に大きな影響を与え、彼の心が大人になりきれずにいる要因だった。
約束の時間を大幅に過ぎて帰宅したトムは、家の外のベンチで寝ている息子に祝いの言葉をささやき、自分で描いたパラパラ漫画をプレゼントする。家の窓からは帰宅が遅れたことに怒っている妻コラリーが顔を出し、トムは彼女に30年前のことを話していく。
1973年のニューヨーク・グリニッジビレッジ。少年トムは、1年前にガンで夫を失った悲しみを引きずっている元看護師の母親と一緒に暮らしていた。抜け殻のようになり落ち込むと薬に頼ってしまう母親に、以前のように戻ってもらおうとトムはユーモアを交えて明るく接する。
そんなトムは、通っている学校の用務員で見た目は中年男性だが、精神の病で心が子どものままで止まっている親友のパパスと精肉店の配達のバイトを楽しみながらやっていた。それはバイト代を貯金し、二人でショーウィンドウに展示してある緑の自転車を購入して乗るためだった。トムはパパスにたびたび父親を演じさせ、未成年では観れない映画を一緒に観たりして遊んだり、女子刑務所の囚人レディ/ベルナデッド・オデーリアと語るのも楽しかった。
しかし、同級生で以前から気になっていたメリッサと恋人同士になったトムの心が大人になっていく様子を見たパパスは、大人になれない自分が置いてかれるのではないかと考え焦り始める。そしてダンスパーティーの夜、ショーウィンドウを割って緑の自転車をパパスが盗んでしまい、パパスは学校からクビを宣告されてしまう。
トムから相談を受けたレディは、パパスが自転車を盗んだのはトムの心が大人になることを防ぎ、引き留めるためのパパスの愛だと話す。そしてトムは彼をかばい、校長のダンカン牧師に自分が自転車を盗んだと申し出て停学処分を受ける。だが、そのことを聞いたパパスが自分がやったと言い出し、トムは彼が自分のために盗んだとダンカン牧師に話して奨学金も停まる。
毎日母親が薬を飲み過ぎていないか確認していたトムだが、学校からの知らせにショックを受けて母親は睡眠剤を大量に飲んで自殺を図り、植物人間になってしまう。メリッサとも彼女の親によって別れさせられ、帰宅したトムが母親との楽しい時間を思い返していると、行くあてが見つかるまでの期間の彼の面倒を見てくれるという親戚がいた。
現実を思い知らされ苦悩したトムは、レディに胸の内を話し彼女から「自由の身になったのだからどこへでも行ける」と言われる。その足で認知症の女性の家を訪れ、その女性の息子を演じて渡航費用としてお金を拝借する。病院では母親の延命装置を外して別れを告げる。パパスと空港に向かったトムは、最後となる父親の演技をしてもらい、彼に別れの挨拶を交わしフランスへ渡航する。その後ホームレス生活を経てイラストレーターになる。
再び現在のパリ。話が終わるともう夜が明けていた。トムは妻に説得されて13歳の頃の思い出の人たちに会うためアメリカへと向かう。その思い出の地でトムは・・

## キャスト
役名、俳優、日本語吹替。
- トム・ウォーショウ - デイヴィッド・ドゥカヴニー（大場真人）
- 13歳のトム - アントン・イェルチン（菅沼久義）
- パパス - ロビン・ウィリアムズ（江原正士）
- 母 - ティア・レオーニ（小幡あけみ）
- レディ/ベルナデット - エリカ・バドゥ（進藤尚美）
- ダンカン牧師 - フランク・ランジェラ（小柳基）
- メリッサ - ゼルダ・ウィリアムズ（坂元奈月）
- シモーネ - オルガ・ソスノフスカ（田中結子）
- コラリー・ウォーショウ - マガリ・アマデイ（田中結子）
- スーパーフライ - オーランド・ジョーンズ（丸山壮史）
- サシャ - バーニー・シェリディ（岡哲也）
- オデール・ウォーショウ - ハロルド・カーティエ（中司ゆう花）
- パパスの父親 - マーク・マーゴリス（小柳基）
- チケット売り場店員 - スティーヴン・スピネラ（岡哲也）
- ブレヴォート夫人 - アリス・ドラモンド
- 空港チケット係 - ウィリー・ガーソン（小柳基）
- チャキペ夫人 - クレア・ローティエ（平尾明香）
- ジェラール - ギデオン・ジェイコブズ（平尾明香）
- その他の日本語吹替 - 武井琳、早川はぐみ

## スタッフ
- 監督・脚本：デイヴィッド・ドゥカヴニー
- 製作：リチャード・B・ルイス、ジェーン・ローゼンタール、ボブ・ヤーリ
- 製作総指揮：ザンヌ・デヴァイン、アダム・メリムズ、ジェフリー・スコール
- 撮影：マイケル・チャップマン
- 音楽：ジェフ・ザネリ
- 編集：スージー・エルミガー

### 日本語吹替スタッフ
- 演出：中村光宏
- 翻訳：笹部祐三子
- 制作：青二プロダクション